# Odysse Barot
Pour les articles homonymes, voir Barot.
François Barreau, dit Odysse Barot ou François-Odysse Barot, né le 20 octobre 1830 à Mirebeau (Vienne) et mort le 2 février 1907 à Paris, est un journaliste et écrivain français,,,.

## Biographie
Il est le rédacteur en chef de la Revue des cours littéraires de la France et de l'étranger à partir de décembre 1863.

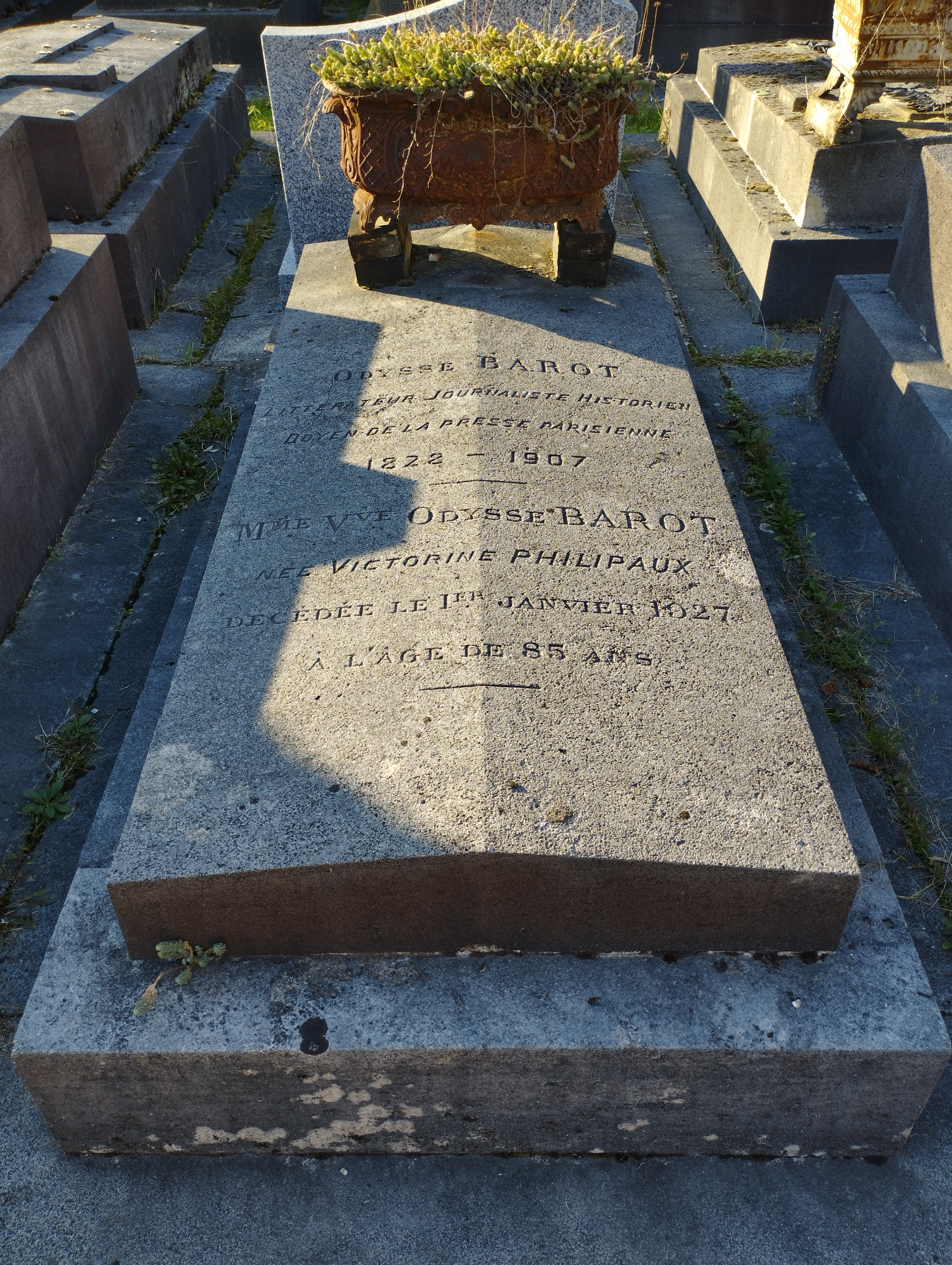
Tombe d'Odysse Barot au cimetière du Montparnasse (division 29).

Il est inhumé au cimetière du Montparnasse (division 29).

## Œuvres

Les Drames de Lyon.

- Grandeur et décadence d'un mirliton de Saint-Cloud, Paris, Coulon-Pineau, 1855., 231 p. (BNF 30058627)
- Lettres sur la philosophie de l’histoire, Paris, Germain-Baillière, 1864, 242 p. (BNF 30058634)
- La Naissance de Jésus, fragment d’une histoire du Christ, Paris, Germain-Baillière, 1864, 33 p. (BNF 30058638)
- Histoire des idées au XIXe siècle. Emile de Girardin, sa vie, ses idées, son œuvre, son influence, Paris, Michel Lévy Frères, 1866, 342 p. (BNF 30058630)
- L’Agonie de la papauté, Paris, A. Le Chevalier, 1868, 32 p. (BNF 30058617)
- Histoire de la littérature contemporaine en Angleterre 1830-1874, Paris, G. Charpentier et Cie Éditeurs, 1874, 511 p. (BNF 30058628)
- Les Amours de la duchesse Jeanne, Paris, J. Rouff, 1880, 572 p. (BNF 30058619)
- Le Procureur impérial. Le Clocher de Chartres. (Le Condamné.), Paris, J. Rouff, 1881, 2 vol. (BNF 30058623)
- Le Casier judiciaire, Paris, J. Rouff, 1882, 422 p. (BNF 30058620)
- Les Crimes du procureur impérial, Paris, J. Rouff, 1882, 1191 p. (BNF 30058622)
- Les Crimes de la duchesse, Paris, Grande Librairie parisienne, 1883, 640 p. (BNF 33985724)
- La Fille du fusillé, Paris, E. Rouveyre et G. Blond, 1883, 358 p. (BNF 30058624)
- Le Fort de la halle, Paris, J. Rouff, 1883, 2 vol., 384 & 378 p. (BNF 30058626)
- L’Inceste, Paris, E. Rouveyre et G. Blond, 1883, 341 p. (BNF 30058631)
- Madame la Présidente , Paris, E. Rouveyre et G. Blond, 1883, 348 p. (BNF 30058636)
- Filles-mères, Paris, Librairie nationale, 1884, 499 p. (BNF 30058625)
- Les Trois Bâtards, Paris, J. Rouff, 1884, 2 vol. (BNF 30058640)
- Le Mari de la princesse, Paris, J. Ducher, 1888, 373 p. (BNF 30058637)
- Le roman d’un poète : récit parisien, Paris, J. Ducher, 1888, 351 p. (BNF 30058639)
- Amours incestueuses, Paris, Collection 'Olympia', 1902, 247 p. (BNF 31764732)
- Susie : roman historique, Paris, Ernest Flammarion éditeur, 1905, 230 p. (BNF 31764734)
- Les Usuriers de Paris, Paris, Librairie Illustrée, sans date